# 新馬凱特 (印地安納州)
新馬凱特（英語：New Market）是一個位於美國印地安納州蒙哥馬利縣的城鎮。

## 人口
根據2010年美國人口普查的數據，新馬凱特的面積為0.71平方千米，當中陸地面積為0.71平方千米，而水域面積為0.00平方千米。當地共有人口636人，而人口密度為每平方千米896人。